# هارفي كلاب
هارفي كلاب هو فلاح وسياسي أمريكي، (و. 1817 – 1889 م). نشط حزبياً في الحزب الجمهوري. وقد انتخب عضو جمعية ولاية ويسكونسن ‏.